# Wapen van Lesotho
Het wapen van Lesotho werd aangenomen op 4 oktober 1966, direct na het verkrijgen van de onafhankelijkheid. Centraal staat een krokodil op een Basotho-schild. Dit is het symbool van de dynastie van Lesotho's grootste bevolkingsgroep, de Basotho. Achter het schild staan twee gekruiste wapens uit de 19e eeuw. Het schild wordt gesteund door twee Basutho-paarden. Op de voorgrond staat een lint afgebeeld met daarop het nationale motto: Khotso, Pula, Nala ("Vrede, Regen, Welvaart").
In 2006 zijn alle gouden objecten bruin gekleurd, gelijk aan de kleur van de paarden. De, tot dan toe, bruine krokodil werd blauw van kleur.

Algerije · Angola · Benin · Botswana · Burkina Faso · Burundi · Centraal-Afrikaanse Republiek · Comoren · Congo-Brazzaville · Congo-Kinshasa · Djibouti · Egypte · Equatoriaal-Guinea · Eritrea · Ethiopië · Gabon · Gambia · Ghana · Guinee · Guinee-Bissau · Ivoorkust · Kaapverdië · Kameroen · Kenia · Lesotho · Liberia · Libië · Madagaskar · Malawi · Mali · Marokko · Mauritanië · Mauritius · Mozambique · Namibië · Niger · Nigeria · Oeganda · Rwanda · Sao Tomé en Principe · Senegal · Seychellen · Sierra Leone · Soedan · Somalië · Swaziland · Tanzania · Togo · Tsjaad · Tunesië · Westelijke Sahara · Zambia · Zimbabwe · Zuid-Afrika · Zuid-Soedan
Afhankelijke gebieden:
Brits Territorium in de Indische Oceaan · Canarische Eilanden · Ceuta · Melilla · Madeira · Mayotte · Réunion · Sint-Helena · Tristan da Cunha